# Globba yeatsiana
Globba yeatsiana là một loài thực vật có hoa trong họ Gừng. Loài này được Craib mô tả khoa học đầu tiên năm 1912.